# シンコウ島

ユニオン堆
シンコウ島は北西に位置する。

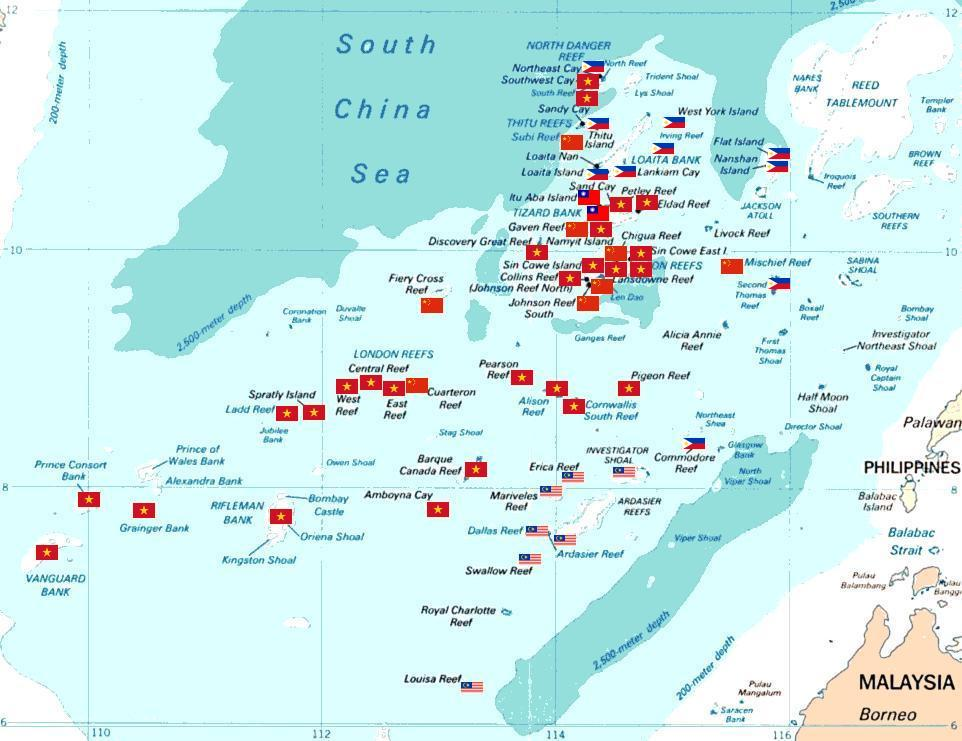
南沙諸島（スプラトリー諸島）における南シナ海周辺諸国の実効支配状況

シンコウ島（シンコウとう）またはシンカウ島（シンカウとう、英語: Sin Cowe Island、ベトナム語：Đảo Sinh Tồn / 島生存、中国語: 景宏島）は、南沙諸島（スプラトリー諸島）のユニオン堆（英語: Union Banks、中国語: 九章群礁）の北西端に位置する島である。

## 地理
形は楕円形で、最高点は海抜3.6メートル、ユニオン堆の中で唯一の海面島。総面積は約0.08平方kmで、南沙諸島（スプラトリー諸島）で7番目に大きな島である。低木が茂って海鳥が生息するので、地表が鳥の糞で汚染されており、淡水が飲めない。

## 領有
ベトナムが実効支配しているが、中華人民共和国、台湾（中華民国）、フィリピンも主権を主張している。

## 名称
日本が統治していた時期には飛鳥島と呼ばれていた。
中国は2016年の常設仲裁裁判所による裁定（南シナ海判決）後に、この島は中国の漁民に秤の鈎を意味する「秤鈎」と呼ばれており、“Sin Cowe”という英語名はその音訳であることを、南シナ海に歴史的権利を有する根拠のひとつとして主張している。
現在の中国名の景宏島は、鄭和の大航海の副使王景宏から名付けられた。